# Дамарискота (Мејн)
Дамарискота (енгл. Damariscotta) насељено је место без административног статуса у америчкој савезној држави Мејн.

## Демографија
По попису из 2010. године број становника је 1.142.
| Група             | 2000.    | 2010.         |
| Белци             | 0 (0,0%) | 1.106 (96,8%) |
| Афроамериканци    | 0 (0,0%) | 6 (0,5%)      |
| Азијати           | 0 (0,0%) | 10 (0,9%)     |
| Хиспаноамериканци | 0 (0,0%) | 12 (1,1%)     |
| Укупно            | 0        | 1.142         |